# فريتز كرامب
فريتز كرامب (1903 - 10 ديسمبر 1996) هو مخرج وكاتب سيناريو ألماني-مصري.

## حياته ومسيرته
ولد في عام (1903،) بألماني قام بالعمل في ستديو مصر كخبير فني، وأسند إليه فيما بعد إخراج أول فيلم يقدمه الأستوديو، وهو فيلم وداد بطولة أم كلثوم وأحمد علام، في عام 1936. ثم قدم ثاني أفلامه في مصر، وهو فيلمه الأخير أيضا لاشين في عام 1938، من بطولة حسن عزت، نادية ناجي، حسين رياض. وهو الفيلم الذي يعتبره البعض «نبوءة سينمائية» لثورة يوليو 52 ما دفع الرقابة لمنع عرضه بحجة اساءته لأسرة محمد علي الألبانية التي كانت تحكم مصر وقتها، وتحريضه على التمرد والثورة.
توفى في 10 ديسمبر 1996
تذكر بعض المصادر الأجنبية أن «كرامب» أخرج فيلما روائيا طويلا في هولندا قبل مجيئة إلى مصر في عام 1933.

## فيلموجرافيا
- لاشين (فيلم)

1938 - فيلم
- وداد (فيلم)

1936 - فيلم